# Adonisea vacciniae
Adonisea vacciniae là một loài bướm đêm trong họ Noctuidae.